# Martin Gomér
Martin Gomér (* 8. August 1985 in Kristianstad) ist ein schwedischer Handballschiedsrichter.

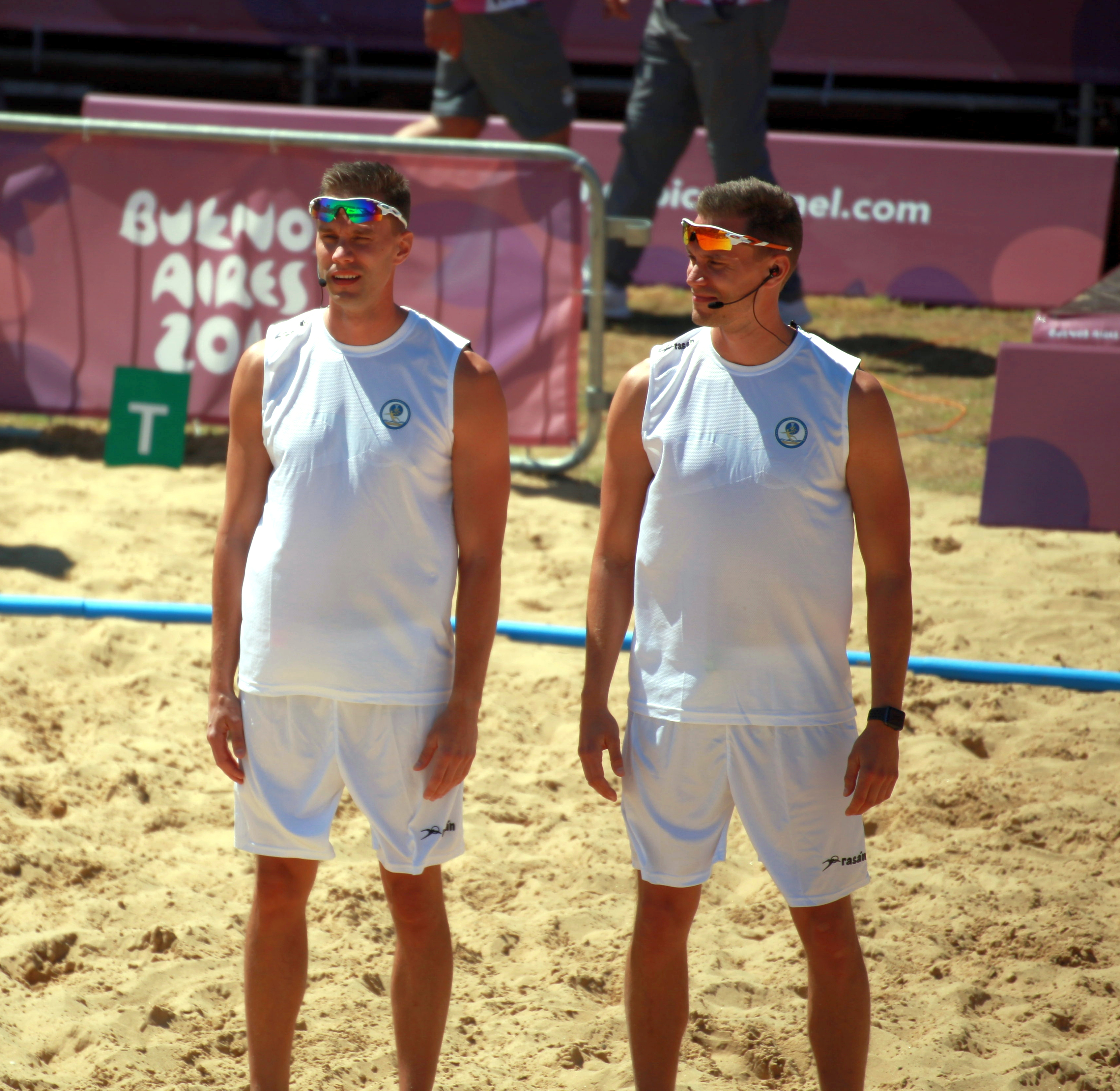
Die Gomér-Zwillinge vor dem Vorrundenspiel Ungarn gegen Chinesisch-Taipeh (Taiwan) bei den Olympischen Jugendspielen 2018

Gomér arbeitete von 2012 bis 2020 als Einkäufer für die Kommune Kristianstad, die letzten vier Jahre als deren Leiter. Seit Oktober 2020 leitet er den Einkauf und die Logistik des Schwedischen Amtes für Verkehrswesen. Er bildet mit seinem Zwillingsbruder Johan ein Schiedsrichtergespann. In der Halle pfeifen sie gemeinsam Spiele in der höchsten schwedischen Liga, darunter das Meisterschaftsfinale der Frauen 2017. Im Beachhandball gehören sie seit der zweiten Hälfte der 2010er Jahre zu den bei internationalen Turnieren von EHF und IHF eingesetzten Schiedsrichterdoppeln. Darüber hinaus sind sie auch in der Beachhandball-Weiterbildung tätig.
Die Gomér-Brüder sind auf der European Beach Handball Tour und der Arena Handball Tour aktiv. Zu den herausragenden Ereignissen auf Vereinsebene gehören der Beach Handball Champions Cup 2018, wo sie unter anderem eines der Halbfinale leiteten. Bei internationalen Meisterschaften pfiffen sie 2014 bei den Junioren-Europameisterschaften in Lorca, 2016 bei den Junioren-Europameisterschaften, 2017 bei den Europameisterschaften am Jarun-See in Zagreb und zuvor bei den Junioren-Europameisterschaften an selber Stelle, wo sie unter anderem eines der Halbfinalspiele leiteten. Bei den Olympischen Jugend-Sommerspiele 2018 in Buenos Aires leiteten die Gomérs acht Spiele der Jungen und sieben Spiele der Mädchen, darunter das Halbfinale der Jungen Portugal gegen Argentinien. Nachdem sie bei den World Beach Games 2019 in Doha zum Einsatz gekommen waren, waren sie auch für die WM 2020 vorgesehen, die aber aufgrund der COVID-19-Pandemie ausgefallen war. Ihr nächstes Turnier wurden die Europameisterschaften 2021 in Warna.
2010 und 2017 wurden die Brüder zu Schwedens Handballschiedsrichtern des Jahres gewählt, schon 2007 wurden sie als beste Schiedsrichter von Skåne län ausgezeichnet.

## Einzelbelege
1. ↑  https://se.linkedin.com/in/martin-gom%C3%A9r-a7784011
2. ↑  IHF | 1st IHF Beach Handball Week next step in IHF Virtual Academy. Abgerufen am 8. August 2021.
IHF | IHF officials spread their knowledge globally. Abgerufen am 8. August 2021.
3. ↑  EOS Data Systems GmbH for European Handball Federation: European Beach Handball Tour. Abgerufen am 8. August 2021 (englisch).
beachhandball.org - Officials. Abgerufen am 8. August 2021.
4. ↑  Prensa-Arena H, ball Tour: Pedro Bago y Laura Buchón presentes en la primera semana de balonmano playa de la IHF. 29. September 2020, abgerufen am 8. August 2021 (spanisch).
5. ↑  European Handball Federation - 2018 Men's Beach Handball Champions Cup / Final Tournament. Abgerufen am 8. August 2021 (englisch).
6. ↑  European Handball Federation - 2014 Women's ECh Beach Handball 18 / Final Tournament. Abgerufen am 8. August 2021 (englisch).
Európa-bajnokok az ifi strandosok! | handball.hu - kézilabda. Abgerufen am 8. August 2021 (ungarisch).
7. ↑  European Handball Federation - 2016 Women's ECh Beach Handball 16 / Final Tournament. Abgerufen am 8. August 2021 (englisch).
Facebook. Abgerufen am 8. August 2021 (englisch).
8. ↑  European Handball Federation - 2017 Women's ECh Beach Handball / Final Tournament. Abgerufen am 8. August 2021 (englisch).
9. ↑  European Handball Federation - 2017 Women's Ech Beach Handball 17 / Final Tournament. Abgerufen am 8. August 2021 (englisch).
10. ↑  Fredrik Hasselgren: OS-final för svenskt domarpar i Buenos Aires. In: Handbollskanalen. 17. Oktober 2018, abgerufen am 8. August 2021 (sv-SE).
Fredrik Hasselgren: Bröderna Gomér till ungdoms-OS. In: Handbollskanalen. 11. August 2018, abgerufen am 8. August 2021 (sv-SE).
11. ↑  Fredrik Hasselgren: Bröderna Gomér dömer EM i Bulgarien. In: Handbollskanalen. 18. Mai 2021, abgerufen am 8. August 2021 (sv-SE).
12. ↑  Simon Pålsson: Förbundets domarkommitté har utsett årets domarpar. In: Handbollskanalen. 21. August 2017, abgerufen am 8. August 2021 (sv-SE).

| Personendaten    | Personendaten                       |
| ---------------- | ----------------------------------- |
| NAME             | Gomér, Martin                       |
| KURZBESCHREIBUNG | schwedischer Handballschiedsrichter |
| GEBURTSDATUM     | 8. August 1985                      |
| GEBURTSORT       | Kristianstad                        |